# Ultra Nyt
Ultra Nyt er et nyhedsporgram, der formidler aktuelle nyheder til målgruppen som er 9-14 årige børn.
Der er også klubben med Jonas, det er et sportsprogram.
| Fjernsyn | Spire Denne artikel om et tv-program er en spire som bør udbygges. Du er velkommen til at hjælpe Wikipedia ved at udvide den. |